# Buvattnet (Herrestads socken, Bohuslän)
Buvattnet är en sjö i Uddevalla kommun i Bohuslän och ingår i Bäveån-Örekilsälvens kustområde.